# ناوآموز
ناوآموز (به انگلیسی: Midshipman) دانشجوی نیروی دریایی است و در نیروی دریایی پادشاهی بریتانیا، نیروی دریایی ایالات متحده آمریکا و اتحادیه کشورهای مشترک‌المنافع، افسر دارای پائین‌ترین درجه نظامی است. کشورهای مشترک‌المنافع که از این رتبه استفاده می‌نمایند عبارت هستند از نیروی دریایی سلطنتی کانادا، نیروی دریایی سلطنتی استرالیا، بنگلادش، نیروی دریایی نامیبیا، نیروی دریایی سلطنتی نیوزیلند، هند، پاکستان، نیروی دریایی جمهوری سنگاپور، سری‌لانکا و کنیا
درجه ناوآموز از دوره تودور و استوارت سرچشمه گرفته است و در اصل، پستی بود برای اشاره به دریانوردی باتجربه که دست‌کم دورهٔ بی‌تجربگی و آماتوری را از سر گذرانده است. این رسته از افراد — در دوران کشتی‌های بادبانی — معمولاً میان دکل اصلی کشتی تا واپسین دکل، به خدمت می‌پرداختند و مزایای بیشتری نسبت به یک دریانورد معمولی داشتند. در سال ۱۶۶۲ میلادی، برای نخستین مرتبه از این واژه استفاده شد. در قرن ۱۸، دست‌کم ۴ رسته از ناوآموز‌ها وجود داشته است.
در طول هفتهٔ نخست آموزش، افسران نظامی، مهارت‌های نظامی دریایی بر پایهٔ محیط نظامی همراه با مهارت‌های گروهی و رهبری را از سر می‌گذرانند. این رسته در طول هفتهٔ دوم، مهارت‌های ضروری افسر دریایی از جمله ناوبری، مطالعات استراتژیک و بقای اولیه در دریا را می‌آموزند.